# Republican Study Committee
Le Republican Study Committee (RSC) est un caucus conservateur de membres du Parti républicain à la Chambre des représentants des États-Unis. Depuis 2025, le président du RSC est le représentant August Pfluger du Texas.
Bien que les fonctions principales du RSC varient d'une année à l'autre, elle a toujours poussé à des réductions importantes des dépenses non liées à la défense, a dirigé les efforts pour adopter des accords de libre-échange, a préconisé une législation socialement conservatrice et a soutenu le droit de garder et de porter des armes.

## Histoire
Le RSC est fondé en 1973 par Paul Weyrich (en) et d'autres militants conservateurs pour surveiller la direction républicaine de la Chambre, qu'ils considèrent comme trop modérée. Leur formation reflète la montée du Democratic Study Group (en), une force progressiste du caucus démocrate (en) fondée en 1959. Le premier président du groupe est Phil Crane de l'Illinois.
Le groupe est brièvement dissous en 1995 lorsque Newt Gingrich l'abolit ainsi que d'autres groupes similaires[citation nécessaire], après que les républicains prennent le contrôle de la Chambre pour la première fois en 40 ans. Il est rapidement ressuscité en tant que Conservative Action Team (CAT) par Dan Burton de l'Indiana (le dernier président du RSC d'origine), Sam Johnson du Texas, John Doolittle (en) de Californie et Ernest Istook (en) de l'Oklahoma. Ces quatre refondateurs sont présidents en alternance au cours des deux congrès suivants, jusqu'à ce que David McIntosh de l'Indiana devienne président en 1998.
Paul Teller (en) est directeur exécutif du RSC pendant plus de 10 ans. Il est licencié en décembre 2013 par le président Steve Scalise pour avoir divulgué les conversations des membres. Teller travaillait avec deux groupes externes en opposition à un accord budgétaire forgé par Paul Ryan et Patty Murray.

### Dirigeants
- 1973-1989 : Phil Crane
- 1989-1995 : Dan Burton
- 1995-1999 : Dan Burton, John Doolittle (en), Ernest Istook (en), Sam Johnson
- 1999-2000 : David M. McIntosh
- 2000-2001 : Sam Johnson
- 2001-2003 : John Shadegg
- 2003-2005 : Sue Myrick
- 2005-2007 : Mike Pence
- 2007-2009 : Jeb Hensarling
- 2009-2011 : Tom Price
- 2011-2013 : Jim Jordan
- 2013-2014 : Steve Scalise
- 2014-2015 : Rob Woodall
- 2015-2017 : Bill Flores
- 2017-2019 : Mark Walker
- 2019-2021 : Mike Johnson
- 2021-2023 : Jim Banks
- 2023-2025 : Kevin Hern
- depuis 2025 : August Pfluger